# Castione TI
| TI ist das Kürzel für den Kanton Tessin in der Schweiz. Es wird verwendet, um Verwechslungen mit anderen Einträgen des Namens Castione zu vermeiden. |

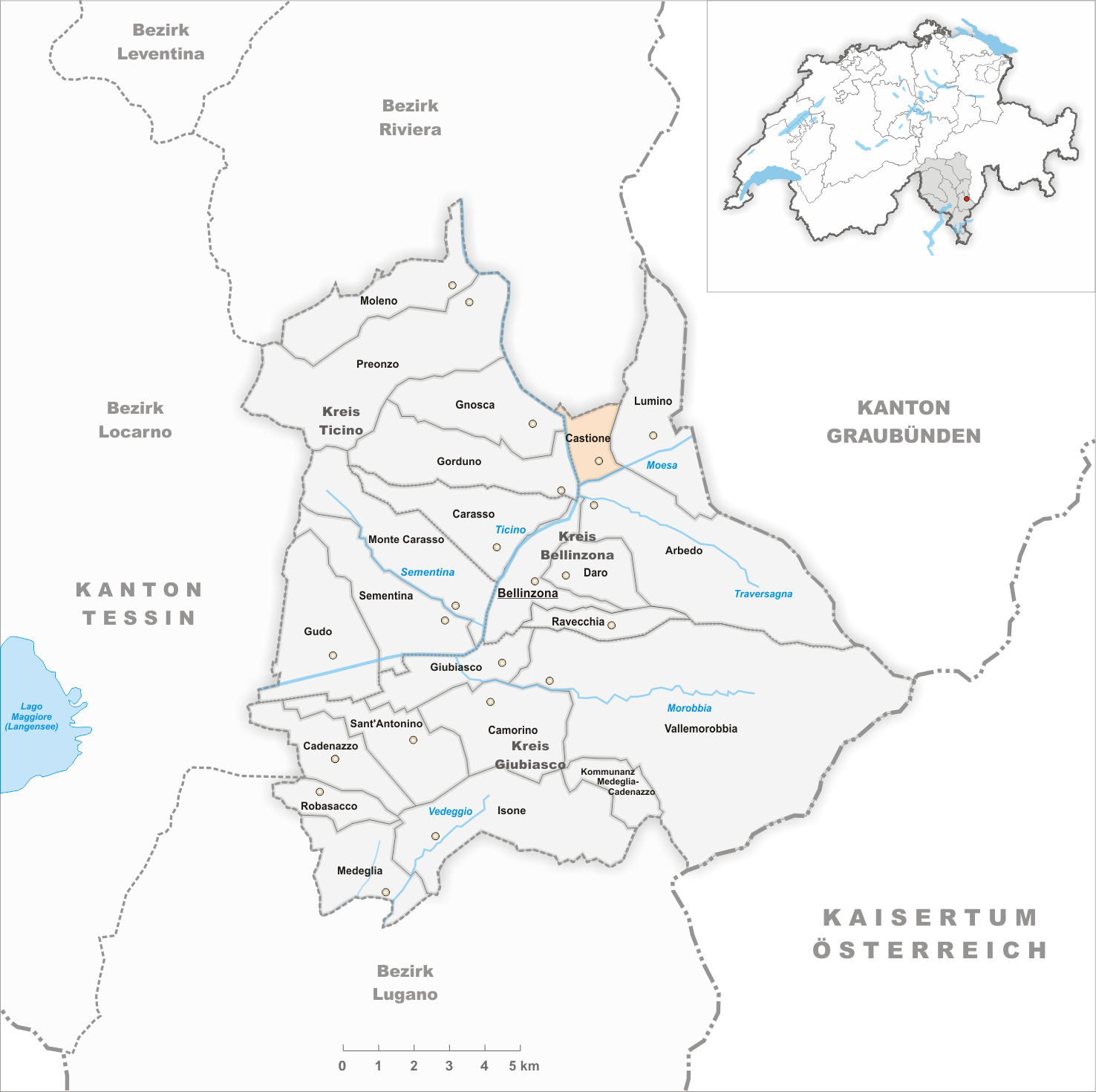
Gemeindestand vor der Fusion am 1. Januar 1821

Castione ist eine Ortschaft in der politischen Gemeinde Arbedo-Castione im Schweizer Kanton Tessin.

## Geographie
Das Dorf liegt auf einer Höhe von 278 m ü. M. am linken Ufer des Ticino, etwa drei Kilometer nördlich von Bellinzona, einem wichtigen Verkehrsknotenpunkt.

## Geschichte
Eine erste Erwähnung findet das Dorf im Jahre 1237 unter dem damaligen Namen Castillionum. Hier wurden 84 Gräber aus der ersten Eisenzeit sowie solche aus der gallischen Zeit entdeckt. Die Kirche San Pietro in Bellinzona besass schon im 13. Jahrhundert Zehntenrechte, um die sich seit 1463 die vicinia Lumino-Castione und das Bellinzoneser Kapitel lange Zeit stritten. Castione gehörte ursprünglich zur vicinia Lumino Castione, dann wurde es als selbständige Gemeinde davon abgetrennt; seit 1821 gehört es zur Gemeinde Arbedo-Castione. 
Hier fand die Schlacht bei Castione vom 6. Juli 1449 statt.

Kirche Santi Gottardo und Nicola. Historisches Bild von Leo Wehrli (1937)

## Bevölkerung

Steinbruch Castione. Historisches Bild von L. Wehrli (1936)

| Bevölkerungsentwicklung | Bevölkerungsentwicklung | Bevölkerungsentwicklung | Bevölkerungsentwicklung | Bevölkerungsentwicklung | Bevölkerungsentwicklung | Bevölkerungsentwicklung | Bevölkerungsentwicklung | Bevölkerungsentwicklung | Bevölkerungsentwicklung | Bevölkerungsentwicklung |
| ----------------------- | ----------------------- | ----------------------- | ----------------------- | ----------------------- | ----------------------- | ----------------------- | ----------------------- | ----------------------- | ----------------------- | ----------------------- |
| Jahr                    | 1583                    | 1683                    | 1698                    | 1719                    | 1769                    | 1799                    | 1801                    | 1808                    | 1845                    | 1900                    |
| Einwohner               | ca. 200                 | 137                     | 126                     | 89                      | 56                      | 40                      | 36                      | 40                      | 366                     | 192                     |

## Sehenswürdigkeiten
- Kirche Santi Gottardo und Nicola di Bari[4][5][6]
- Altes Wohnhaus Muggiasca in der Via Tenza[7][5][8]
- Grundschule[5][9]
- Bürgerliches Wohnhaus in der Via della Campagna[5]
- Ehemaliges Wohnhaus Ernesto Luini[5]
- Gebäude Antonini SA Graniti e Marmi (1991/1992), Architekt: Renato Magginetti[5]

## Persönlichkeiten
- Francesco Mancino (* um 1560 in Castione; † nach 1591 ebenda ?), Bildhauer tätig in Rom[10]
- Giovanni Antonio Gioiero (* um 1570 in Castaneda; † 16. September 1624 in Castione), Gerichtsvorsteher im Calancatal und Podestà von Morbegno[11]
- Renato Lafranchi (* 30. November 1942), Architekt, Maler, Publizist[12][13]